# 马泰绍尔考区
马泰绍尔考区（匈牙利語：Mátészalkai járás），是匈牙利索博尔奇-索特马尔-拜赖格州的一个区，总面积624.70平方公里，总人口64,015人（2011年），人口密度102人/平方公里。中心城市为马泰绍尔考。

## 市镇
马泰绍尔考区包含3个城镇、3个大村和20个村庄。